# Enócoa

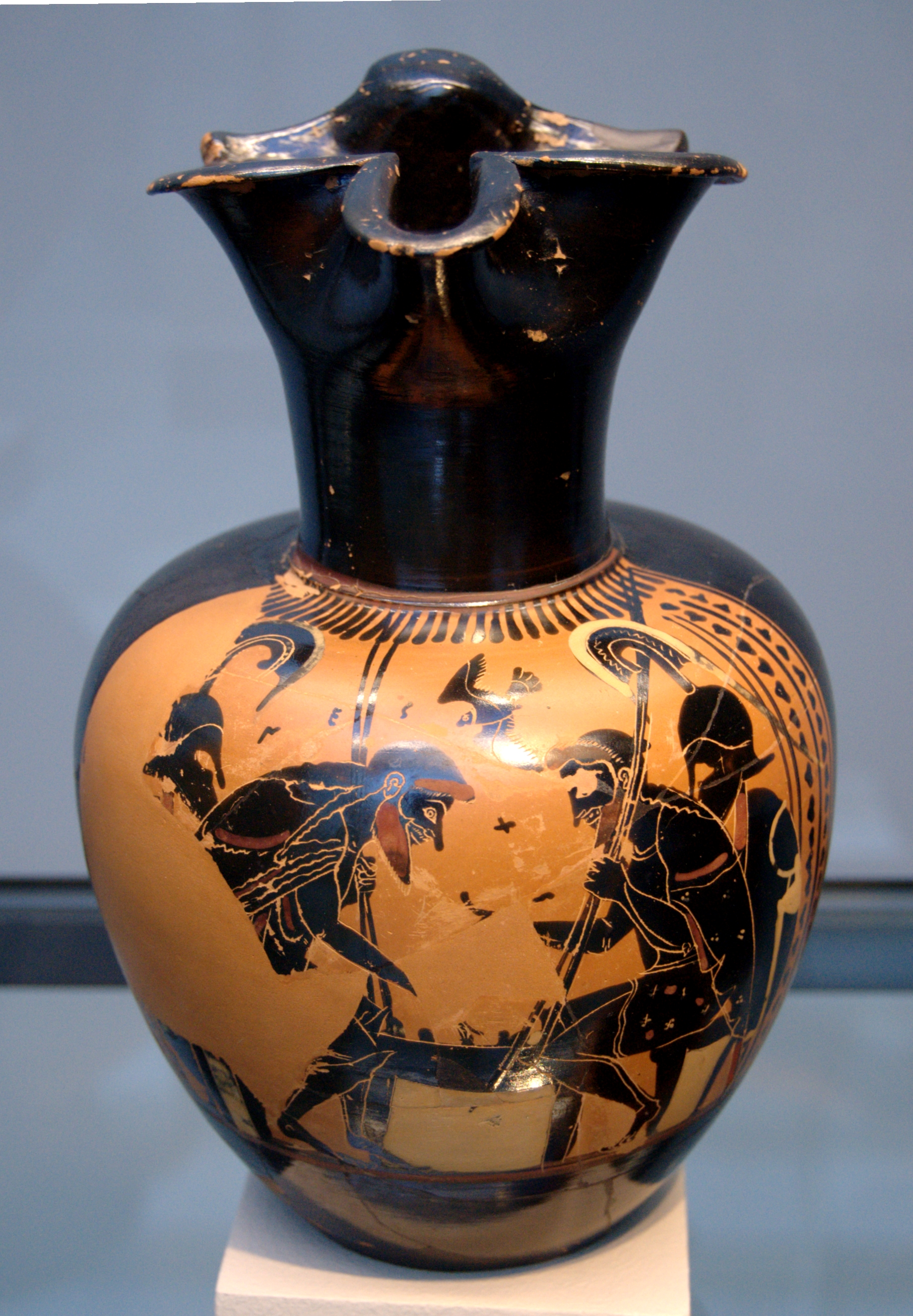
Aquiles e Ájax em pleno jogo de tabuleiro. Enócoa do Grupo de Leagros em, Louvre.

Enócoa (do grego antigo: οἰνοχόη, oinochóe) é um jarro de vinho que teve lugar como uma das formas mais populares da cerâmica grega. Há muitas formas diferentes de enócoa, mas a mais antiga é a olpé (ὀλπή), com um perfil em forma de S da base ao topo.